# 白井喬二
白井 喬二（しらい きょうじ、1889年〈明治22年〉9月1日 - 1980年〈昭和55年〉11月9日）は、日本の時代小説作家。本名：井上 義道。大衆文学の巨峰。
NHKの大河ドラマ『花の生涯』『赤穂浪士』の演出を担当した井上博は長男。

## 経歴
横浜市に生まれる。鳥取県士族である父井上孝道（鳥取池田藩士出身）、同じく鳥取県士族の母タミの長男。当時父は警察官として横浜市に奉職中であった。
父の勤務のため青梅、甲府、浦和、弘前と小学校を転々とし、1902年（明治35年）、鳥取県米子市の角盤高等小学校に転入した。その後、米子中学校へ進み、最初はボート部に所属し、後に剣道部に移った。当時中学生としては珍しかった剣道二段の段位を取っている。米子中学時代から既に角磐日報という地方新聞に寄稿して連載小説まで書き、さらに鳥取新報にも連載小説を書くなど、文筆に関し非常に早熟な才能を発揮した。
早稲田大学文科に一時在籍、その後父親の司法官になって欲しいという希望により日本大学政経科に転学した。日大時代に、博文館の依頼で、井原西鶴と近松門左衛門の現代語訳を多数こなした。また、夏休み中に『山陰日日新聞』の臨時社員として勤務したり、面影村立面影尋常小学校（現在の鳥取市立面影小学校）の代用教員を三ヶ月務めたりした。1913年（大正2年）に日大を卒業した後は、『家庭之友』という婦人雑誌の編集に携わった。その後、『橋浦出版社』に移りそこで原稿を書くようになった。1916年（大正5年）1月に、男爵中島錫胤の嫡孫鶴子と結婚。同年4月に化粧品本舗堀越嘉太郎商店に入社し、文書課に勤め広告などを作成し二年半勤務した。
堀越嘉太郎商店を退社後、『怪建築十二段返し』という百三十枚の原稿を書き上げ、友人の武田比佐がその原稿を博文館に持ち込んだ。それが白井喬二名義では初めて、『講談雑誌』の1920年（大正9年）新年特別号の新春附録として掲載され、文壇デビューを果たした。このデビュー作は好評で原稿の依頼が続けて舞い込んだ。文教社の『人情倶楽部』で連載となった『忍術己来也（にんじゅつこらいや）』（1922）は芥川龍之介に激賞され、再び『講談雑誌』で連載された『神変呉越草紙』（1922－23）も好評を得た。その後文芸雑誌『新小説』にいくつかの作品を発表して、新進作家としての地位を確立した。また『新撰組』（1924－25）を『サンデー毎日』の冒頭掲載という形で連載し、同誌の部数を伸ばす一方で、大衆文学（歴史・時代小説）の草分け的存在となった。さらに報知新聞に足かけ4年間合計1000回以上連載された超大作『富士に立つ影』（1924－27）は、明朗快活な主人公熊木公太郎の魅力もあって、単行本で300万部を超える大ベストセラーとなり、中里介山の『大菩薩峠』と並ぶ大衆文学の代表作となった。
1925年（大正14年）、大衆作家の親睦機関として本山荻舟、長谷川伸、国枝史郎、平山蘆江、江戸川乱歩、小酒井不木、直木三十三（後の直木三十五）等を集めて二十一日会を結成、1926年（大正15年）、機関誌として『大衆文藝』を創刊した。それまで「ダイス」「ダイジュウ」と読まれていた「大衆」に「タイシュウ」という読みを付与し、今日の一般大衆の意味で初めて使ったのは白井喬二で、「大衆文学」という言葉が出版社で作り出されるきっかけを作った。また、平凡社の『現代大衆文学全集』（1927）の企画に積極的に関わり、その第1回配本は『新撰組』で33万部を売上げ、この全集の成功に大きく寄与した。
1935年（昭和10年）に直木賞、芥川賞が創設されると選考委員の一人となったが、同年8月の第一回選考会には欠席している。
その後、第15回まで務めた。また1938年（昭和13年）には陸海軍と内閣情報局の要請で、中国の南部戦線への戦場視察に参加した。1942年（昭和17年）に日本文学報国会が発足すると、小説部会の幹事長、後に常任理事に就任した。戦前の他の代表的作品としては、長編の『祖国は何処へ』(1929-1932)、戦前・戦後で合計三度映画化された人気作品で阿地川盤嶽を主人公とする短編を集めた『盤嶽の一生』（1932-1936）などがある。また1925年に『婦人公論』に連載された小説『金襴戦』は、後に太平洋戦争の半ば頃、陸軍恤兵部から前線の兵士へ送る本として、七、八回も選ばれた。
戦後の作品としては、昭和20年から26年頃にかけては自ら長篇の執筆を封じ、もっぱら短篇･中篇を書いており、河出書房の『白井喬二 戦後作品集』（天の巻・地の巻・人の巻）にまとめられている。その後再び長篇も手がけるようになり、『霧隠繪巻』（発表時は『真説霧隠才蔵』）（1951-1952）、『雪麿一本刀』（1956-1957）、『国を愛すされど女も』（1958-1959）、『黒衣宰相 天海僧正』（1965-1972）などの作品がある。1961年（昭和36年）に、東京作家クラブの会長に就任した。会長として1962年（昭和37年）にかくれた芸術界文化面の人材を探し出すのが目的で、「文化人間賞」を制定した。作家として活動する以外に、評論家としても積極的に活動し、代表的な評論は『大衆文学の論業・此峰録』（1967）にまとめられている。1965年（昭和40年）に紫綬褒章を、1968年（昭和43年）に勲四等旭日小綬章をそれぞれ受賞した。また、1969年（昭和44年）には、第4回長谷川伸賞を受賞した。『富士に立つ影』、『祖国は何処へ』に続けて、『世界古事記』（仮名）という作品を書く構想があり、全部で長編三部作となる筈であったが、戦争中の空襲で集めた資料が焼失したこともあり、ついに書かれないままで終わった。

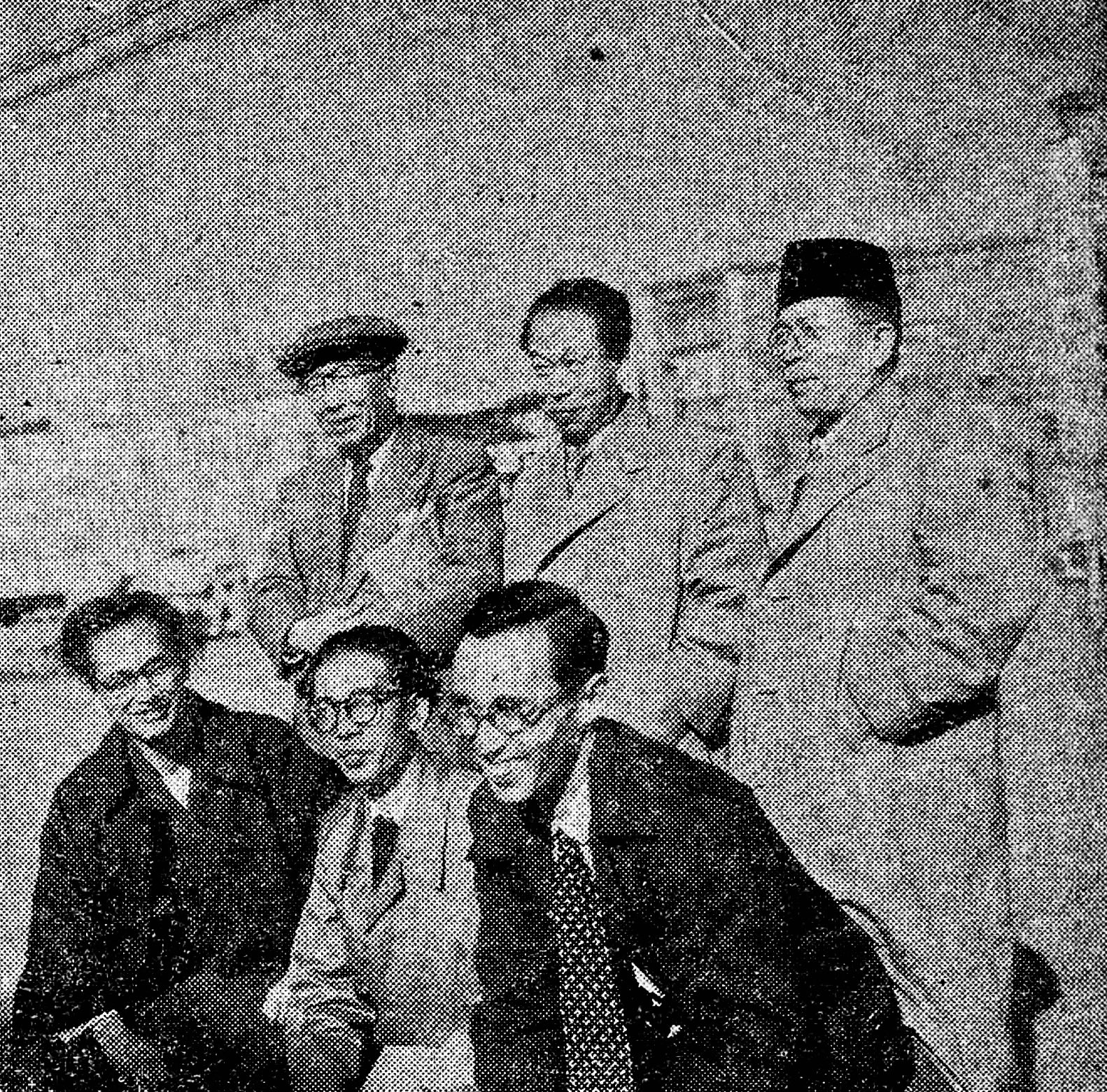
浅間温泉「小柳」で催された、雑誌『温泉』座談会。後列手前から順に戸川貞雄、白井喬二、江戸川乱歩。前列手前から順に河野通明、野口昂明、笹本寅。（1954年）

1980年11月9日、茨城県龍ケ崎市にて老衰のため91歳で死去、雑司ヶ谷霊園（東京都豊島区）に眠る。

## 著作
以下は単行本として、または全集ないし全集の一部として出版されたもの。
- 『神変呉越草紙』（前篇）元泉社 1923 (後篇は関東大震災のため未刊行）
- 『寶永山の話』（寶永山の話、月影銀五郎、本朝名笛傳、築城變、老子鐘、九段燈と湯島燈、拝領陣、遠雷門工事、油屋圓次の死、剣脈賢愚傳、青桐證人、鳳凰を探す、獅子面のぞき、芍薬畸人、ばっさい、闘鶏は悪いか、猿の方が貴い、神體師弟彫、國入り三吉、目明き藤五郎、邪魂草）春陽堂 1924
- 『捕物時代相』（怪建築異聞（怪建築十二段返し）、桐十郎の船思案、江戸天舞教の怪殿、黒船大秘録（全土買占の陰謀）、蜂を使ふ同心）プラトン社 1924
- 『兵学大講義』玄文社 1924
- 『忍術己来也』（前・後）武侠社(新作講談叢書) 1925
- 『新撰組 新講談』（前・後）大阪毎日新聞社出版部 1925
- 『富士に立つ影』報知新聞社 1925-27
- 『唐草兄弟』春陽堂（創作探偵小説選集）1926
- 『月影銀五郎』至玄社（大衆文藝傑作選集）1926
- 『遠雷門工事』叢文閣 1926
- 『神変呉越草紙』衆文社 1926
- 『至仏峠夜話』（兵学大講義、傀儡大難脈）南宋書院 1926
- 『月兎逸走』新潮社（『大衆文学集』第一集）1928
- 『ばっさい』新潮社（『大衆文学集』第二集）1929
- 『国史挿話全集』（第1巻 逸話篇、第2巻 軍団篇、第3巻 巨匠篇、第4巻 畸人篇 、第5巻 忠勇篇、第6巻 智仁篇、第7巻 節婦孝子篇 、第8巻 社会公益篇、第9巻 近代篇、第10巻 国際篇）萬里閣書房 1929-1930
- 『源平盛衰記』（上・中・下）宝文館 1930
- 『白井喬二全集』全15巻 平凡社 1931-32（第1巻 祖国は何処へ（上）、第2巻 祖国は何処へ（中）、第3巻 祖国は何処へ（下）、第4巻 新撰組、第5巻 中篇集、第6巻 短篇集、第7巻 源平盛衰記（上）、第8巻 源平盛衰記（下）、第9巻 捕物集、第10巻 富士に立つ影（1）、第11巻 富士に立つ影（2）、第12巻 富士に立つ影（3）、第13巻 富士に立つ影（4）、第14巻 興味特作集、第15巻 祖国は何処へ（完）、随筆感想集）
- 『明治の白影』新潮社（『大衆文学集』第四集）1931
- 『祖国は何処へ』全9巻 春陽堂 1932
- 『第二の巌窟』（第二の巌窟、おぼろ侠談、明治の白影）春陽堂 1932
- 『沈鐘と佳人』春陽堂 1932
- 『斬るな剣 他九篇』（斬るな剣、悪華落人、国入り三吉、職追ひ剣、或日の大膳、薫風の髭噺、油屋円次の死、邪魂草、和睦、目明き藤五郎）改造社 1933
- 『維新歴史小説全集 薩英戦争』改造社 1935
- 『昭和長篇小説全集 伊達事變』新潮社 1936
- 『若衆髷（わかしゅわげ）』サイレン社 1936
- 『新撰組、恋のはやり唄（原作：近松門左衛門）、乳人重の井（原作：近松門左衛門）、雨乞ひ小町（原作：竹田出雲）』平凡社現代大衆文学全集第一巻 1937
- 『珊湖重太郎』春陽堂 1937
- 『藤三行状記』アトリエ社（現代日本小説全集第7巻）1937
- 『従軍作家より国民へ捧ぐ』平凡社 1938
- 『上杉謙信・後の月形半平太』（新作大衆小説全集）非凡閣 1939
- 『平手造酒』（任侠小説傑作選）博文館 1940
- 『東遊記』博文館 1940
- 『地球に花あり』時代社 1940
- 『大膳獵日記』（『武将とその妻 十大作家傑作選』収録）興亜日本社（現在の日本出版社） 1940[注 2]
- 『盤嶽の一生』博文館 1941
- 『阿地川盤嶽』博文館 1941
- 『侍匣』（短篇集）（時鳥、感化れ｛かぶれ｝、悔武者、胡粉妻、竹光、手裏剣、善政、殉死祭、写真伝来、西南役、銀髪、阿らず｛おもねらず｝、玉の輿、平凡小次郎、花刀）文林堂双魚房 1941
- 『梁川無敵伝 : 他七篇』（新作大衆小説全集,第20巻 白井喬二篇）（梁川無敵伝、鬼傘、鉄扇の歌、大膳猟日記、柳腰千石、後藤又兵衛、心学牡丹調、殖民島剣法）非凡閣 1941
- 『洪水図絵 : 他七篇』（新作大衆小説全集,第32巻 白井喬二篇）（洪水図絵、贋花、つばくろ槍、螢扇、出世外伝、妬心の園、子とろ殺陣、火紋）非凡閣 1941
- 『白井喬二自選集』（梁川庄八、相馬大作、関根弥次郎、風流刺客、平手造酒、般若の雨）輝文堂書房 1942
- 『彦左一代・地龍の巻』淡海堂 1942
- 『彦左一代・天馬の巻』淡海堂 1942
- 『叢書 国民童話』全5巻（『よい国よい話（日本古典篇）』『童話の四季（児童生活篇）』『虹の橋（国史物語篇）』『東亜のまもり（国防知識編）』『自然のめがね（科学知識篇）』）小学館 1942
- 『東亜英傑伝』全8巻（第1巻 豊臣秀吉・成吉思汗 、第2巻 北條時宗・忽必烈（クビライ）、第6巻 中江藤樹・孔子 、第7巻 山田長政・張騫 、第8巻 西郷と勝安芳・孫文、以下巻数無し 小村寿太郎・汪精衛、伊藤博文・袁世凱、釈迦・日蓮（1943））田中宋栄堂 1942
- 『瑞穂太平記』全5巻（「上古篇、大化篇」、「奈良篇、平安篇」、「源平篇」、「続源平篇、中興篇」、「戦国篇」） 錦城出版社 1942-1943
- 『坊ちゃん羅五郎』、『後の坊ちゃん羅五郎』淡海堂 1942（1948年の講談社小説文庫版では『坊ちゃん羅五郎』、『続坊ちゃん羅五郎』）
- 『柘榴一角』非凡閣 1942
- 『ドイツの若鷹』（シュタッケンベルグ原作、白井喬二 訳）田中宋栄堂 1942
- 『ロンドン爆撃』（シュタッケンベルグ原作、白井喬二、 池田林儀 共編訳）田中宋栄堂 1942
- 『ドイツ突撃戦車隊』（白井喬二 等編訳）宋栄堂 1943
- 『ドイツ強襲作戦』（白井喬二、池田林儀 共編訳）宋栄堂 1943
- 『ドイツ戦記 父の出征』（白井喬二、池田林儀 監修編訳）田中宋栄堂 1943
- 『翡翠侍』（正・続）淡海堂 1943
- 『帰去来峠』（正・続）淡海堂 1943
- 『河上彦齋』春陽堂 1943
- 『文学者の発言』赤坂書房 1946
- 『ほととぎす』（時鳥、鬼傘、感化れ、阿らず、西南役、第二の巌窟、悔武者、玉の輿、胡粉妻、残生記｛「殉死祭」改題｝、平凡小次郎、写真伝来）清泉社 1947
- 『学問のすゝめ』（福沢諭吉著、白井喬二訳）淡海堂 1947
- 『満願城』梧桐書院 1949
- 『怪建築十二段返し』（怪建築十二段返し、全土買占の陰謀、桐十郎の船思案）淡路書院 1949
- 『沈鐘と佳人』（沈鐘と佳人、明治の白影、心学牡丹調、殖民島剣法、妬心の園）玄理社 1949
- 『柳沢双情記』湊書房 1950
- 『隠密藤三道中記』桃源社 1951
- 『つるぎ無双』文芸図書 1952
- 『真説霧隠才蔵』大日本雄弁会講談社 1952
- 『新説岩見重太郎』文芸図書 1952
- 『男一匹』桃源社 1954
- 『白井喬二戦後作品集 天の巻 (坂田の金時)』（坂田金時、児雷也劇場、銀嶺先生、鋳掛松、毒の園、悪七兵衛）河出書房 1955
- 『白井喬二戦後作品集 地の巻 (石川五右衛門)』（石川五右衛門、大盗マノレスク、明治女学校図、太公望、風俗犯、助六）河出書房 1955
- 『白井喬二戦後作品集 人の巻（明治媾和）』（明治媾和、小角仙人、かぶと、琴責め、権八ざんげ、柳生の宿、毛剃、素人たち）河出書房 1955
- 『孔雀屋敷』桃源社 1955
- 『戦国武将軍談』鱒書房 1956
- 『桔梗大名、露を厭う女』（昭和大衆文学全集 2）桃源社 1956
- 『現代語訳 南総里見八犬伝』河出書房新社 1956、新装版1964・1988ほか。河出文庫で再刊
- 『金色奉行』桃源社 1957
- 『維新桜』同光出版 1957
- 『時代小説 しぐれ草紙』恭誠社 1958
- 『国を愛すされど女も』（上・下）新潮社 1958-59
- 『雪麿一本刀』桃源社 1959
- 『伊賀之介飄々剣』桃源社 1961
- 『魂を守りて 金属工芸に躍進の大器岩井清太郎伝 』（東京作家クラブ出版委員会／編纂、東京作家クラブ現代人物伝 4）鏡浦書房 1965
- 『大衆文学の論業・此峰録』河出書房 1967
- 『日本逸話大事典』（全8巻）（白井喬二･高柳光壽共編）人物往来社 1967（基本的に戦前の「国史挿話全集」を登場する人物のあいうえお順に並べ替えただけの本）
- 『定本 白井喬二全集』全16巻 学藝書林 1969-70（第1巻 富士に立つ影、第2巻 富士に立つ影、第3巻 富士に立つ影、第4巻 富士に立つ影、第5巻 盤嶽の一生、第6巻 神変呉越草紙・怪建築十二段返し・他、第7巻 新撰組・兵学大講義、第8巻 帰去来峠、第9巻 短編集I 宝永山の話・他、第10巻 珊瑚重太郎・金襴戦、第11巻 国を愛すされど女も、第12巻 国を愛すされど女も、第13巻 忍術己来也・露を厭う女、第14巻 上杉謙信・石童丸、第15巻 雪麿一本刀、第16巻 雪麿一本刀）
- 『天晴れ啞将軍・霧隠絵巻』立風書房 1970
- 『怪建築十二段返し』桃源社 1970
- 『神曲 左甚五郎と影の剣士』双葉社 1972
- 『古典の小咄』東京美術 1975
- 『さらば富士に立つ影 白井喬二自伝』六興出版 1983
- 『怪建築十二段返し』（江戸天舞教の怪殿、全土買占の陰謀、白雷太郎の館、怪建築十二段返し）大陸書房 1990
- 『麒麟老人再生記（久米城クーデター余聞）』（絶筆）ぎょうせい（ふるさと文学館第37巻鳥取）1995
- 『白井喬二傑作選』全5集 未知谷 1997-98 「1 帰去来峠」「2 翡翠侍」「3 神変呉越草紙」「4 金色奉行」「5 盤嶽の一生」
- 『東遊記、旧造軍艦』島津書房 1999

以下は『さらば富士に立つ影』の巻末の年表と『大衆文学の論業 此峰録』の巻末の年表他による、上記以外の雑誌掲載作品。随筆・評論は除く。
- 『銀の火柱』淑女画報 1920年4月-1921年3月
- 『桐十郎の船思案』掲載誌不明 1920年7月（『捕物時代相』に収録）
- 『蜂の籾屋事件』講談雑誌 1920年9月（『蜂を使う同心』の題で『捕物時代相』に収録）
- 『白雷太郎の館』講談雑誌 1921年8月（大陸文庫の『怪建築十二段返し』に収録）
- 『鼓の仇討』人情倶楽部 1921年12月
- 『旧造軍艦』（白井狂風名義）野球少年 1922年3-7月（島津書房『東遊記』に収録）
- 『極秘天狗評定』人情倶楽部 1923年1月
- 『竹林午睡記』サンデー毎日 1923年6月（平凡社の全集第9巻に収録）
- 『銭面群像』文化画報 1923年9月
- 『倶利伽羅紋々』サンデー毎日 1923年10月（学芸書林の全集の第9巻に収録）
- 『日本阿房宮』サンデー毎日 1923年4-6月
- 『隠蓑道中記』人情倶楽部 1924年1月
- 『湯女挿話』新小説 1924年2月（学芸書林の全集の第9巻に収録）
- 『正雪塾の大模擬戦』中学世界 1924年2月
- 『広瀬水斎の諷刺』新青年 1924年4月（学芸書林の全集の第9巻に収録）
- 『美泥』苦楽 1924年5月（学芸書林の全集の第9巻に収録）
- 『生命を打つ太鼓』写真報知 1924年5月（学芸書林の全集の第9巻に収録）
- 『町の編纂者』猟人 1924年7月
- 『古代マーチ』（戯曲）苦楽 1924年8月
- 『指揮杖仙史』東京 1924年9月（学芸書林の全集の第9巻に収録）
- 『名器殿物語』独立 1924年9月（学芸書林の全集の第9巻に収録）
- 『登龍橋』写真報知 1924年11月（平凡社の全集第9巻に収録）
- 『真言秘密大全』苦楽 1924年1-2月[注 3]
- 『捕物源平記』人情倶楽部 1924年2-9月
- 『講談浦島』人情倶楽部 1924年6-10月
- 『六韜三略大巻』苦楽 1924年8月-1925年3月
- 『怪畜楼秘話』独立 1925年1月
- 『兵学美人行』人情倶楽部 1925年1月（学芸書林の全集の第9巻に収録）
- 『密状霊験記』写真報知 1925年2月
- 『続怪畜楼秘話』独立 1925年5月
- 『白欄谷の秀吉』人情倶楽部 1925年6月
- 『敵討つ討たん物語』歌舞伎 1925年8月（学芸書林の全集の第9巻に収録）
- 『瓦義談』つはもの 1925年11月（学芸書林の全集の第9巻に収録）
- 『侠客神髄』苦楽 1925年6-8月
- 『明暗の峠』主婦之友 1925年7月-1926年12月
- 『傀儡大難脈』講談雑誌 1925年10月（『至仏峠夜話』に収録）
- 『元禄快挙』サンデー毎日 1925年11月-1926年3月（平凡社の全集の第14巻に収録[注 4]）
- 『唐草兄弟』新青年 1926年1月（学芸書林の全集の第9巻に収録）
- 『銭番義塾』大衆文藝 1926年3月
- 『桃太郎病』大衆文藝 1927年5月（平凡社の全集の第6巻に収録）
- 『孔雀茶屋論争』演芸画報 1927年10月
- 『湖上の武人』文藝倶楽部 1927年3-5月（平凡社の全集の第5巻に収録）
- 『邪魂草』週刊朝日またはサンデー毎日 1927年？月（『斬るな剣』に収録）
- 『鞍馬多門の話』サンデー毎日 1928年9月
- 『虞美人草街』苦楽 1928年1-3月（平凡社の全集第9巻に収録）
- 『日本鉄仮面』講談倶楽部 1928年1-12月
- 『時代日の出島』婦人倶楽部 1928年1-12月
- 『江戸市民の夢』文藝倶楽部 1928年2-12月（春陽堂 現代大衆文学全集 白井喬二『盤嶽の一生・江戸市民の夢』に収録）
- 『葉月の殺陣』講談倶楽部 1929年9月（平凡社の全集の第5巻に収録）
- 『経国美談の冒頭』自由評論 1929年1-3月
- 『おぼろ侠談』文藝倶楽部 1930年5月（『第二の巌窟』に収録）
- 『忠臣の横顔』祖国 1930年6月（学芸書林の全集の第9巻に収録）
- 『明治の白影』週刊朝日 1930年10月（『第二の巌窟』、『沈鐘と佳人』に収録）
- 『人肉の泉』主婦之友 1930年4-12月
- 『幽閉記』日曜報知 1930年7-9月（平凡社の全集の第5巻に収録）
- 『白痴』朝日 1931年1月
- 『猩々の唄』文藝倶楽部 1931年1月
- 『或日の大膳』文藝春秋・オール読物号 1931年6月（『斬るな剣』に収録）
- 『薫風の髭男』日曜報知 1931年8月（『薫風の髭噺』の題で『斬るな剣』に収録）
- 『職追ひ剣』週刊朝日 1931年10月（学芸書林の全集の第9巻に収録）
- 『江戸から倫敦へ』現代 1931年1月-1932年6月
- 『盤嶽の一生』文藝春秋・オール読物号 1932年3-12月（『盤嶽の一生』に収録）
- 『和睦』週刊朝日 1932年5月（『斬るな剣』に収録）
- 『明治偉仰記』日本青年新聞 1932年？月
- 『恋華落人』婦人公論 1932年12月
- 『大石内蔵之助』モダン日本 1933年1月
- 『天誅組』講談倶楽部 1933年1月-1934年6月
- 『その後の盤嶽』大衆倶楽部 1933年11月-1934年6月（『盤嶽の一生』に収録）
- 『坊様羅五郎』冨士[注 5] 1934年3月-1935年11月（『坊ちゃん羅五郎』『続坊ちゃん羅五郎』に収録）
- 『忠常の善政』文藝春秋 1934年4月
- 『山中鹿之介』オール読物 1934年6月
- 『花火の史実』経済往来 1934年8月
- 『信長と鉄火裁判』キング 1934年8月
- 『愛憎火事』オール読物 1934年10月
- 『国史逸話拾遺』話 1934年6-7月
- 『へり下りの利七』サンデー毎日 1934年？月
- 『斑鳩平太』時事新報 1934年9月-1935年5月（『男一匹』に改題され出版）
- 『風流刺客』冨士・増刊号 1935年10月
- 『東海の佳人』キング 1935年1月-1936年3月
- 『露を厭ふ女』婦人公論 1935年1-12月（『昭和大衆文学全集』第2巻に収録）
- 『鷹の羽頭巾』日の出 1936年2月
- 『阿地川盤嶽』サンデー毎日 1936年3-8月（『盤嶽の一生』に収録）
- 『生きてゐる半平太』講談倶楽部 1936年6月（『上杉謙信、後の月形半平太』に収録）
- 『綺羅の源内』キング・増刊号 1936年8月
- 『景清坂』講談倶楽部・増刊号 1936年9月
- 『繍線菊』婦人倶楽部 1936年9月
- 『女清正』冨士・臨時増刊号 1936年10月
- 『盟路』キング・秋季増刊号 1936年11月
- 『陽出づる艸紙』講談倶楽部 1936年1-12月（『つるぎ無双』に改題して単行本化）
- 『荒城の娘』掲載誌不明 1936年？月
- 『昼夜車』モダン日本 1936年1月-1937年9月
- 『無辺と飄吉槍』キング 1937年1月
- 『盤嶽とお稲』オール讀物 1937年3月号（『盤嶽の一生』に収録？[要検証 – ノート]）
- 『般若の雨』『関根弥次郎』日の出 1937年2月（『白井喬二自選集』に収録）
- 『子とろ殺陣』冨士 1937年2月（『洪水図絵』に収録）
- 『心学牡丹調』サンデー毎日 1937年7月（『沈鐘と佳人』に収録）
- 『鯖倉政談』講談倶楽部 1937年9月
- 『親心紅白陣』冨士 1938年5月
- 『日本刀』現代 1938年6月
- 『つばくろ槍』講談倶楽部 1938年6月（『洪水図絵』に収録）
- 『剣士平手造酒』日の出 1938年6月（『白井喬二自選集』に『平手造酒』の題で収録）
- 『蝦夷菊刀』週刊朝日 1938年9月
- 『相馬大作』日の出 1938年11月（『白井喬二自選集』に収録）
- 『強い影武者』冨士・増刊号 1939年6月
- 『後藤又兵衛』現代 1939年10月
- 『梁川無敵行状』冨士 1939年10月
- 『鶴亀武士道』冨士 1939年11月-1940年12月
- 『椿の大獄』週刊朝日 1940年1月
- 『銀髪』モダン日本 1940年7月
- 『風雲』報知新聞 1940年9月-1941年5月
- 『玉の輿（侍匣）』モダン日本 1941年3月号（『侍匣』に収録）
- 『戦国志』中部日本新聞 1942年9-10月
- 『橘軍記』毎日新聞 1945年2-6月
- 『層雲』時事新報 1945年
- 『太公望』苦楽 1946年11月（『白井喬二戦後作品集 地の巻 (石川五右衛門)』に収録）
- 『素人たち』モダン日本 1946年？月（『白井喬二 戦後作品集 人の巻（明治媾和）』に収録）
- 『助六』苦楽 1947年？月（『白井喬二戦後作品集 地の巻 (石川五右衛門)』に収録）
- 『大盗マノレスク』苦楽 1947年3月（『白井喬二戦後作品集 地の巻 (石川五右衛門)』に収録）
- 『鋳掛松』苦楽 1947年5月（『白井喬二 戦後作品集 天の巻 坂田の金時』に収録）
- 『毒の園』苦楽 1948年1月（『白井喬二 戦後作品集 天の巻 坂田の金時』に収録）
- 『先覚者』苦楽 1948年3月-？（苦楽の1948年3月号の初回は確認できるが、同4月号には掲載されておらず、また5月号は『風俗犯』が掲載されており、何らかの理由で中断のままとなった可能性あり[注 6]。）
- 『風俗犯』苦楽 1948年5月（『白井喬二戦後作品集 地の巻 (石川五右衛門)』に収録）
- 『柳生の宿』苦楽 1949年5月（『白井喬二 戦後作品集 人の巻（明治媾和）』に収録）
- 『坂田金時』大衆文潮 1949年6月（『白井喬二 戦後作品集 天の巻 坂田の金時』に収録）
- 『十両物語』別冊モダン日本 1949年11月
- 『鬼傘』小説の泉・別冊 1949年（『ほととぎす』に収録）
- 『悪七兵衛』週刊朝日 1950年1月（『白井喬二 戦後作品集 天の巻 坂田の金時』に収録）
- 『梶原恋慕流』講談倶楽部 1950年1月
- 『おぼろ侠談』小説世界 1950年1月（『第二の巌窟』に収録）
- 『修羅春告鳥』講談倶楽部 1950年4月
- 『銀嶺先生』オール読物 1950年4月（『白井喬二 戦後作品集 天の巻 坂田の金時』に収録）
- 『稚児頭巾』面白倶楽部 1950年7月
- 『紫天狗』講談倶楽部・秋季増刊号 1950年8月
- 『いがみの権太』オール読物 1950年10月
- 『水滸伝』週刊読売 1950年4-9月
- 『岩見重太郎』京都新聞 1950年5-12月
- 『石川五右衛門』サンデー毎日 1950年？月（『白井喬二戦後作品集 地の巻 (石川五右衛門)』に収録）
- 『石切梶原』掲載誌不明 1950年？月
- 『明治女学校図』オール読物 1951年1月（『白井喬二戦後作品集 地の巻 (石川五右衛門)』に収録）
- 『華鬘（げまん）の香爐』小説倶楽部 1951年4月（『洪水図絵』に収録された『贋花』が改題されたもの）
- 『児雷也劇場』オール読物 1951年6月（『白井喬二 戦後作品集 天の巻 坂田の金時』に収録）
- 『十両物語』別冊モダン日本 1951年6月
- 『盤嶽の仇討』オール読物 1951年12月
- 『坂田金時』掲載誌不明 1951年？月（『白井喬二 戦後作品集 天の巻 坂田の金時』に収録）
- 『覆面英雄』オール読物 1952年3月
- 『琴責め』オール読物 1952年8月（『白井喬二 戦後作品集 人の巻（明治媾和）』に収録）
- 『品川老人』小説朝日 1952年10月
- 『新説相馬大作』共同通信系の地方紙夕刊 1952年12月-1953年6月
- 『権八懺悔』オール読物 1953年2月（『白井喬二 戦後作品集 人の巻（明治媾和）』に収録）
- 『毛剃』週刊朝日・夏季増刊号 1953年（『白井喬二 戦後作品集 人の巻（明治媾和）』に収録）
- 『小角仙人』週刊朝日・秋季増刊号 1953年9月（『白井喬二 戦後作品集 人の巻（明治媾和）』に収録）
- 『修羅・楽園』京都新聞 1953年7月-1954年9月
- 『戦国紳士録』社会タイムス 1953年
- 『守綱雨』読切倶楽部・2月特別増大号 1954年2月
- 『追討ち地獄』 1954年3月
- 『猿の剣法』小説の泉 1954年4月
- 『ごろつき人情』傑作倶楽部・特集号 1954年12月
- 『春雷の剣』オール小説 1956年7月
- 『豹麿あばれ暦』（4回で中断）週刊新潮 1958年
- 『弱法師』京都新聞 1958年12月-1959年10月（『伊賀之介飄々剣』）
- 『石童丸』小説新潮 1960年7月（学芸書林の全集第14巻に収録）
- 『筒井女之助』週刊朝日別冊 1960年11月
- 『唐手侍』別冊小説新潮 1961年7月
- 『本能寺前夜の織田信長』歴史読本 1961年5月
- 『捕物にっぽん志』歴史読本 1961年6月-1963年5月
- 『真刀水滸伝』京都新聞 1961年6月-1962年4月
- 『平家の羽左』NHK 1962年
- 『大衆文学百首』大衆文学研究 1963年7月（『大衆文学の論業 此峰録』に収録）
- 『人物スケッチ』日本読書新聞 1963年3月
- 『日本三景』東京タイムズ 1963年7月～終了不明
- 『家康の素描』歴史読本 1964年4月
- 『鳴龍日記』小説新潮 1964年7月
- 『伊藤一刀斎』歴史読本 1964年10月
- 『黒衣宰相 天海僧正』大法輪 1965年10月-1972年8月（全83回）
- 『名工自刃』（平田弘史の漫画の原作）コミックマガジン 1968年2月（『平田弘史作品集第四集 御用金』マガジン･ファイブ 2005 に収録）
- 『外伝西遊記』大法輪 1975年1月-1977年10月（全34回）

## 映画化された作品
- 『兵学大講義』（1924年、帝国キネマ演芸）
- 『新撰組 前篇』（1925年、日活）（『新撰組』）
- 『新撰組 後篇』（1926年、日活）（『新撰組』）
- 『富士に立つ影』（1926年、東亜キネマ、1942年、大映、1957年、東映）
- 『盤嶽の一生』（1933年、日活）
- 『藤三行状記 前篇』（1934年、新興キネマ）
- 『藤三行状記 後篇』（1934年、新興キネマ）
- 『伊達事変』（1934年、新興キネマ）
- 『珊瑚重太郎』（1934年、千恵蔵プロダクション）
- 『若衆髷』（1934年、新興キネマ）
- 『へり下りの利七 』（1934年、日活）
- 『帰去来峠』（1934年、新興キネマ）[注 7]
- 『綺羅の源内 』（1936年、阪東妻三郎プロダクション）
- 『維新桜』（1940年、松竹）
- 『柘榴一角』（1941年、大都映画）
- 『風雲』（1941年、大都映画）
- 『盤嶽江戸へ行く』（1949年、新東宝＝シネマ・アーチスト・コーポレーション）（『盤嶽の一生』）
- 『男一匹』（1955年、新東宝）
- 『夕焼け童子 第一部 出羽の小天狗』（1955年、東映）（『無辺と瓢吉槍』）
- 『夕焼け童子 第二部 暁の槍騎隊』（1955年、東映）（同上）
- 『壮烈新選組 幕末の動乱』（1960年、東映）（『新撰組』）
- 『がんばれ！盤嶽』（1960年、宝塚映画）（『盤嶽の一生』）

## 人物像
宗教は浄土宗。戦前の中野朝日ヶ丘の自宅にはテニスコートがあって当初は近所の人達が自由に使えるように開放していた。また、小学生の頃から野球に親しみ、白井の元に集まってくる大学生を中心に、戦前「朝日ヶ丘クラブ」という軟式野球のチームを作っていた。また、子供たちには優しい父親で子供に対して手を上げたことは一度もなかった。好んで書いた言葉は、「桃栗三年、文学一生」。

## 家族
- 妻・鶴子（東京府[1]、中島康三郎の姪[1][2]、男爵中島錫胤の嫡孫[2]）
- 長女・須美子 大正6年生まれ（大正8年病死）
- 次女・寿子 大正9年生まれ
- 長男・博 大正11年生まれ
- 次男・進 大正12年生まれ